# Радоль
Радоль — река на северо-западе Европейской части Российской Федерации, в Мошенском муниципальном районе Новгородской области, левый приток Увери. Длина реки — 42 км. Площадь водосборного бассейна — 583 км².
Радоль вытекает из озера Островенского, на территории деревни Ягайлово, на высоте 155 м над уровнем моря. В устье, при впадении в Уверь, — 134 м над уровнем моря.
В древности по Радоли проходил мстинско-меглинский водный торговый путь.
Название «Радоль» имеет одна из книг (1973) ленинградского учёного-химика и писателя А. А. Ливеровского. Автор охотился в Мошенском районе и называл его «журавлиной родиной».